# As Five
As Five (estilizada como A5 Five) é uma série de televisão brasileira original do serviço de streaming Globoplay. Estreou em 12 de novembro de 2020 com episódios semanais inéditos. Trata-se de um spin-off de Malhação: Viva a Diferença, vigésima quinta temporada da série de televisão Malhação, exibida pela primeira vez entre maio de 2017 e março de 2018, e que se consagrou vencedora do Emmy Internacional na categoria de melhor série infantojuvenil. Criada e escrita por Cao Hamburger com Vitor Brandt, Luna Grimberg, Jasmin Tenucci, Ludmila Naves e Francine Barbosa, sob direção de Rafael Miranda, Dainara Toffoli, Natália Warth e José Eduardo Belmonte, e supervisão artística de Fabrício Mamberti e Cao Hamburger.
A série é protagonizada por Ana Hikari, Gabriela Medvedovski, Daphne Bozaski, Manoela Aliperti e Heslaine Vieira. A segunda temporada estreou em 8 de fevereiro de 2023. A terceira - e última - temporada teve todos os seus oito capítulos disponibilizados em 1º de março de 2024 na Globoplay.

## Produção

### Desenvolvimento

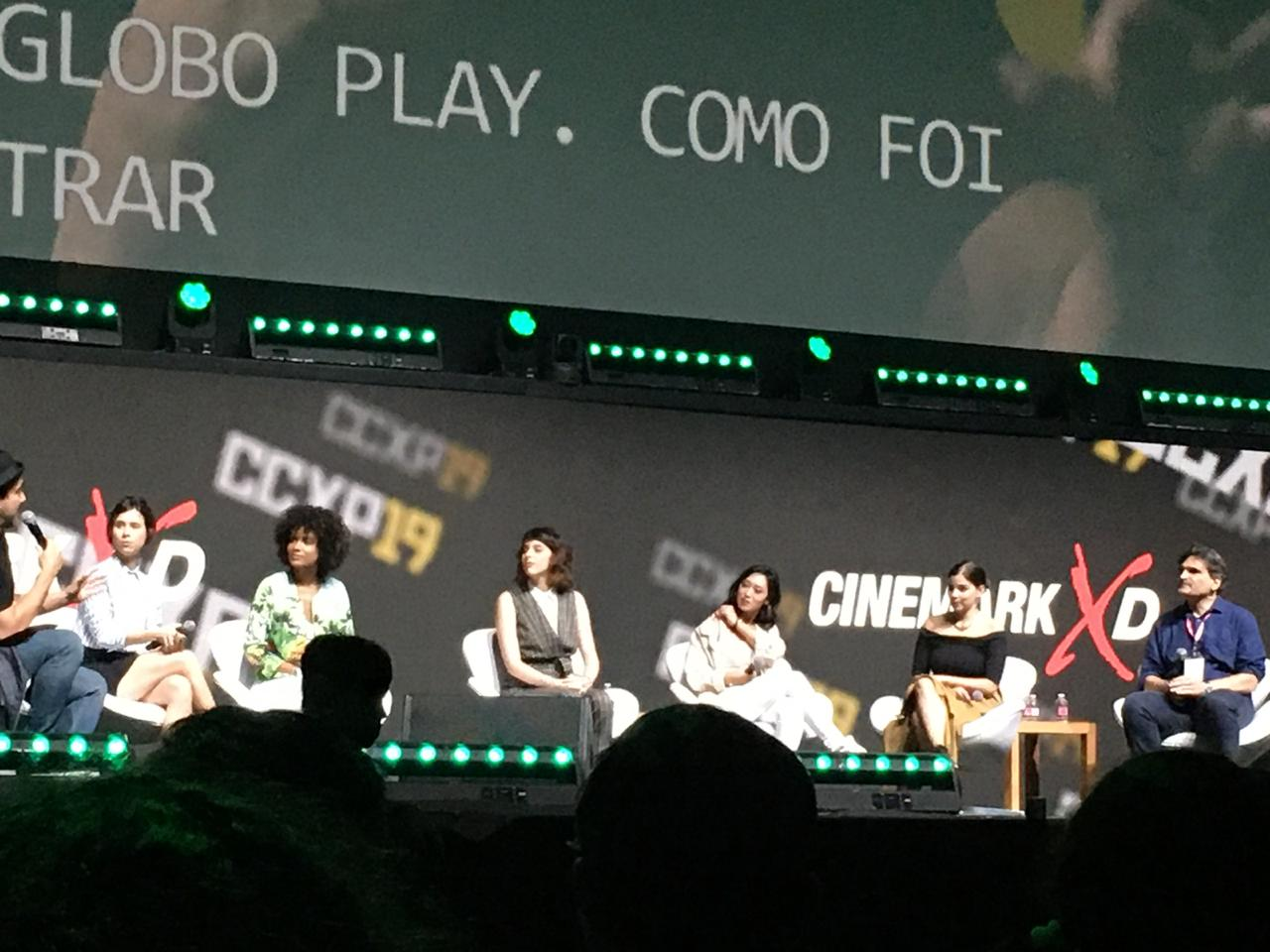
Protagonistas e autor da série na CCXP 19

Em 26 de novembro de 2018, foi noticiado que o autor Cao Hamburger estava trabalhando na produção de uma série voltada para o público adulto derivada de Malhação: Viva a Diferença para a plataforma de streaming Globoplay, contando a história das cinco protagonistas anos depois. Em 9 de abril de 2019, a TV Globo confirmou a realização do spin-off após o sucesso entre o público, sendo uma das temporadas de maior audiência da história de Malhação, e as repercussões positivas da crítica especializada.
Aos poucos o elenco foi sendo montado. Além das protagonistas, outros atores da trama original foram confirmados no spin-off reprisando seus respectivos personagens. As gravações ocorreram no Rio de Janeiro e em São Paulo, entre os meses de agosto e novembro de 2019.
Durante a CCXP de 2019, o criador Cao Hamburger afirmou já estar planejando a continuidade da história, porém a decisão final sobre a continuação se daria apenas após a repercussão positiva da primeira temporada. Em 12 de março de 2020, a jornalista Patrícia Kogut noticiou em sua coluna diária que o Globoplay renovou a série para uma segunda temporada antes mesmo da estreia. Em 16 de julho de 2020, durante uma live para a revelação da data de estreia da primeira temporada da série, o Globoplay confirmou a renovação para a segunda temporada. As gravações ocorreram em São Paulo, entre os meses de maio e setembro de 2022. Em 5 de janeiro de 2023, o Globoplay anunciou que a data de estreia da segunda temporada é 8 de fevereiro de 2023. Esta com 8 episódios, dois a menos que a primeira temporada.
Em 29 de junho de 2021, antes mesmo de iniciar a produção da segunda temporada, a coluna da jornalista Patrícia Kogut divulgou que o Globoplay encomendou a terceira temporada da série. Em setembro, o Globoplay oficializou a renovação da série para a terceira temporada. As gravações aconteceram ao mesmo tempo que a segunda temporada, em São Paulo. A estreia ficou marcada para 1º de março de 2024. Esta também com 8 episódios.

### Divulgação
Em 5 de dezembro de 2019, as cinco protagonistas, Daphne Bozaski, Gabriela Medvedovski, Heslaine Vieira, Ana Hikari e Manoela Aliperti, juntamente com o autor da trama, participaram da Comic Con Experience 2019, evento do qual Cao Hamburger era o homenageado principal. O Globoplay utilizou a influência do evento para lançar a produção e liberar o primeiro teaser da série.
Em 1 de dezembro de 2022, as atrizes participaram novamente da CCXP, dessa vez na edição de 2022, para divulgar a segunda temporada, onde foi liberado um teaser com cenas inéditas da série.

#### Making Five
Em 10 de setembro de 2020, o Globoplay anunciou o Making Five: making-of composto por 4 episódios, que conta a trajetória das personagens e das atrizes principais de Malhação: Viva a Diferença e As Five. Com episódios lançados quinzenalmente e disponíveis para não assinantes, cada um traz depoimentos das atrizes e pessoas envolvidas nas produções, além de bastidores. O Making Five é criado e dirigido por Fabrício Mamberti, ao lado de Marcel Souto Maior. O primeiro episódio foi lançado em 24 de setembro de 2020.

#### Talk Five
Em 16 de novembro de 2020, estreou o Talk Five: talk show apresentado pela rapper, historiadora e escritora Preta Rara, e que traz as protagonistas da série As Five em um bate-papo descontraído sobre os episódios (já lançados) da série e temas atuais relacionados à geração Z. O programa acontece ao vivo toda segunda-feira com exibição do Globoplay e depois é disponibilizado na íntegra, também na plataforma. Além disso, se encontra disponível em formato de podcast pelo Gshow.

## Exibição
O primeiro episódio da primeira temporada, ganhou uma exibição especial da TV Globo em 16 de novembro de 2020 na Pré-Estreia Globoplay.
No streaming a série foi dividida em episódios semanais, com os último deles estreando em 14 de janeiro de 2021.
A primeira temporada foi exibida pela TV Globo, de 26 de outubro até 25 de novembro de 2021, às terças e quintas-feiras.
Em 5 de janeiro de 2023, o Globoplay anunciou que a data de estreia da segunda temporada seria em 8 de fevereiro. Diferente da primeira temporada, a série foi dividida em blocos semanais e a cada semana foram lançados dois episódios, com os últimos sendo disponibilizados em 1 de março de 2023.
Os dois primeiros episódios da segunda temporada foram exibidos no dia 8 de março de 2023 pela TV Globo, na sessão Cinema do Líder, sendo apresentada também para os participantes do Big Brother Brasil.
A terceira - e última - temporada teve todos os seus oito capítulos disponibilizados juntos em 1º de março de 2024 na Globoplay. 
Os dois primeiros episódios da terceira temporada foram exibidos no dia 6 de março de 2024 pela TV Globo, na sessão Cine BBB, sendo apresentada também para participantes do Big Brother Brasil.

## Enredo

### 1.ª temporada (2020)
A série gira em torno de cinco amigas,  Benê (Daphne Bozaski), Keyla (Gabriela Medvedovski), Tina (Ana Hikari), Lica (Manoela Aliperti) e Ellen (Heslaine Vieira), que seis anos após se formarem no ensino médio prometendo nunca se separarem, tomaram rumos diferentes na vida e estão há três anos sem se falar. Benê é uma jovem com transtorno do espectro autista que estava com a vida estabilizada trabalhando como musicista, até que o seu então namorado Guto (Bruno Gadiol) faz uma revelação chocante que a abala completamente. Ela acaba conhecendo Nem (Thalles Cabral), rapaz que lhe traz novas perspectivas. Agora recém demitida, Keyla tem sérias dificuldades para se estabilizar profissionalmente e criar o filho Tonico (Matheus Dias), que teve na adolescência. Porém, está determinada a reconquistar as coisas que deixou para trás. Tina engrena sua carreira como DJ, mas seu casamento com Anderson (Juan Paiva)  está em crise e ela precisa lidar com a recente perda de sua mãe que sempre a recriminou. Lica continua perdida na vida e, em meio aos desdobramentos que passa para deixar de ser uma eterna adolescente, precisa encarar as suas amigas e Samantha (Giovanna Grigio), sua ex-namorada. Já Ellen, passou todos esses anos morando fora do país, e ao retornar para o Brasil, começa a rever suas prioridades e alguns conflitos a deixa incerta em relação ao futuro que havia planejado, e ao seu namoro com o americano Omar (Bilaal Avaz). Entre os conflitos e as dificuldades da vida adulta, um evento marcante faz as cinco amigas se reencontrarem. Em meio a grande São Paulo, elas percebem que os laços de amizade, até então esquecidos, nunca deixaram de existir.

### 2.ª temporada (2023)
Em um momento de transição para a vida adulta, as cinco amigas, Benê (Daphne Bozaski), Keyla (Gabriela Medvedovski), Tina (Ana Hikari), Lica (Manoela Aliperti) e Ellen (Heslaine Vieira) estão às voltas com conflitos e terão a vida movimentada pela chegada de uma nova personagem à história: Maura (Tamirys O'hanna). Ellen, de volta ao Brasil após concluir seu mestrado no MIT, começa a trabalhar em uma startup de tecnologia na equipe de Fábio (Luiz Bertazo), um chefe abusivo. É lá que ela conhece Maura, a advogada da empresa que a ajuda a se posicionar diante de situações de preconceito. Novos ventos também prometem soprar a favor de Tina. A jovem - que na primeira temporada enfrentou a perda da mãe e foi vítima de “cancelamento” nas redes sociais -, ao lado de Keyla, transforma o antigo restaurante japonês da família em uma casa de shows, explorando os limites da convivência entre as duas amigas. Já Benê, depois de se mudar para a casa de Lica, após o término com Guto (Bruno Gadiol), e engatar o namoro com Nem (Thalles Cabral) - com quem desvenda a sua sexualidade - passará por uma situação delicada no relacionamento. O novo ano ainda evidenciará uma das habilidades de Lica, descoberta na primeira fase da série: a escrita. É a partir daí que ela e mais duas amigas se dedicam a lançar uma revista feminista pela perspectiva da Geração Z. 

### 3.ª temporada (2024)
O quinteto de amigos enfrenta as consequências de decisões passadas e seus estilos de vida anteriores. Tina (Ana Hikari) começa um relacionamento com Glauber (Elzio Vieira), um ex-funcionário do restaurante de seu pai. Esse encontro leva Tina a admitir seu problema com alcoolismo, Enquanto isso, Edu (Samuel de Assis), mais velho e experiente, se apaixona por Keyla (Gabriela Medvedovski), tornando-se sócio da casa de shows que Keyla e Tina inauguraram ao mesmo tempo em que vive um novo romance Keyla debate suas escolhas profissionais ao ver o sucesso de sua amiga Michele (Marcos Oliveira) na música. Benê (Daphne Bozaski) também está em conflito sobre seu futuro profissional, especialmente quando Guto (Bruno Gadiol) oferece-lhe uma oportunidade em uma agência de publicidade. Nem (Thales Cabral) e Thelma (Tati Ang) convidam Benê para participar de um projeto artístico, colocando-a diante de decisões difíceis envolvendo seus dois ex-namorados. Lica (Manoela Aliperti) escreve uma matéria ganhando reconhecimento profissional, decidindo assumir mais controle sobre sua vida financeira, renunciando ao apoio de sua mãe (Malu Galli, Ellen (Heslaine Vieira) tenta lidar com a repercussão da exposição do caso da MidTech e seus desejos e dificuldades emocionais. Ela reata com Lito (Matheus Campos) e, quando os sentimentos entre os dois afloram, ela fica obcecada por tentar explicar, cientificamente, como é possível amar alguém. 

## Elenco
| Ator/Atriz           | Personagem                                   | Temporadas | Temporadas | Temporadas |
| Ator/Atriz           | Personagem                                   | 1ª 2020    | 2ª 2023    | 3ª 2024    |
| Principal            | Principal                                    | Principal  | Principal  | Principal  |
| -------------------- | -------------------------------------------- | ---------- | ---------- | ---------- |
| Gabriela Medvedovski | Keyla Maria Romano                           |            |            |            |
| Ana Hikari           | Cristina Yamada (Tina)                       |            |            |            |
| Manoela Aliperti     | Heloísa Gutierrez (Lica)                     |            |            |            |
| Daphne Bozaski       | Benedita Teixeira Ramos (Benê)               |            |            |            |
| Heslaine Vieira      | Ellen Rodrigues                              |            |            |            |
| Thalles Cabral       | Luís Cláudio (Nem)                           |            |            |            |
| Matheus Dias         | Antônio Romano de Morais dos Santos (Tonico) |            |            |            |
| Marcos Oliveira      | Miguel / Michelle Esmeralda                  |            |            |            |
| Matheus Campos       | Lito                                         |            |            |            |
| Juan Paiva           | Anderson Rodrigues                           |            |            |            |
| Jessé Scarpellini    | Samuel                                       |            |            |            |
| Giovanna Grigio      | Samantha Lambertini                          |            |            |            |
| Tamirys Ohanna       | Maura                                        |            |            |            |
| Elzio Vieira         | Glauber                                      |            |            |            |
| Samuel de Assis      | Eduardo (Edu)                                |            |            |            |
| Recorrente           |                                              |            |            |            |
| Tati Ang             | Telma Yamada                                 | Recorrente |            | Recorrente |
| Vinicius Wester      | Michel Borovski Júnior (MB)                  | Recorrente |            | Recorrente |
| Bruno Gadiol         | José Augusto Sampaio Neto (Guto)             | Recorrente |            | Recorrente |
| Rafael Vitti         | Ariel                                        | Recorrente |            | Recorrente |
| Giulia Del Bel       | Nanda                                        |            | Recorrente | Recorrente |
| Martha Nowill        | Juliana                                      |            | Recorrente |            |
| Luiz Bertazo         | Fábio                                        |            | Recorrente |            |
| Caio Mutai           | PR.                                          |            | Recorrente | Recorrente |
| Malu Galli           | Marta Gutierrez                              | Recorrente |            | Recorrente |
| Bilaal Avaz          | Omar                                         | Recorrente |            |            |
| Jesuton              | Kiara                                        | Recorrente |            |            |

### Participações especiais
| Intérprete          | Personagem                            |
| ------------------- | ------------------------------------- |
| Roberta Santiago    | Helena da Silva Rodrigues (Nena)      |
| Ju Colombo          | Maria das Dores Rodrigues (Das Dores) |
| Carlos Takeshi      | Noboru Yamada                         |
| Sophia Abrahão      | Dani Junqueira                        |
| Dira Paes           | Alice Guimarães                       |
| Carol Macedo        | Katiane Azevedo (K2)                  |
| Yana Sardenberg     | Silvinha                              |
| Matheus Fagundes    | Kleber                                |
| Guilherme Prates    | Jonas                                 |
| Fernanda D'Umbra    | Laura                                 |
| William Mello       | Ricardo                               |
| Chan Suan           | Tiffany                               |
| Ana Barroso         | Rosana                                |
| Rita Malot          | Solange                               |
| Débora Rodrigues    | Renata                                |
| Julia Terron        | Catarina                              |
| Maria Mônica Passos | Dona Dercy                            |
| Bárbaro Xavier      | Seu Chico (porteiro)                  |

## Episódios
| Temporada | Temporada | Episódios | Episódios | Originalmente lançado  | Originalmente lançado |
| Temporada | Temporada | Episódios | Episódios | Estreia da temporada   | Final da temporada    |
| --------- | --------- | --------- | --------- | ---------------------- | --------------------- |
|           | 1         | 10        | 10        | 12 de novembro de 2020 | 14 de janeiro de 2021 |

### 1.ª temporada (2020–21)
| N.º geral | N.º na temp. | Título                               | Dirigido por                                                           | Escrito por                                                    | Exibição original      |
| --- | ------------ | ------------------------------------ | ---------------------------------------------------------------------- | -------------------------------------------------------------- | ---------------------- |
| 1 | 1            | "As Five, Quem Deu Esse Nome Mesmo?" | Dainara Toffoli, Rafael Miranda, Natalia Warth & José Eduardo Belmonte | Vitor Brandt, Jasmin Tenucci, Luna Grimberg & Francine Barbosa | 12 de novembro de 2020 |
| Keyla, Ellen, Lica, Tina e Benê se reencontram após seis anos sem se verem, durante o velório da mãe de Tina. Há um estranhamento entre elas. |              |                                      |                                                                        |                                                                |                        |
| 2 | 2            | "Uma Mão Lava a Outra"               | Dainara Toffoli, Rafael Miranda, Natalia Warth & José Eduardo Belmonte | Luna Grimberg, Vitor Brandt & Jasmin Tenucci                   | 19 de novembro de 2020 |
| Lica começa a trabalhar no restaurante de MB e conhece a jornalista Alice. Benê e Nem ajudam Keyla com Tonico. As cinco amigas riem do caos que vivem. |              |                                      |                                                                        |                                                                |                        |
| 3 | 3            | "Contatos Imediatos"                 | Dainara Toffoli, Rafael Miranda, Natalia Warth & José Eduardo Belmonte | Jasmin Tenucci & Ludmila Naves                                 | 26 de novembro de 2020 |
| Ellen fica mexida com Lito. Lica decide dar uma pausa na vida amorosa. Tina leva a irmã à médica. Keyla tem um encontro. - Nota: Há um erro neste episódio. Em uma cena, Tina diz que elas estariam no ano de 2019, o que não é possível, uma vez que a série se passa seis anos após os acontecimentos de Malhação: Viva a Diferença, que foi ambientada em 2017 e 2018. |              |                                      |                                                                        |                                                                |                        |
| 4 | 4            | "Como Pode um Peixe Vivo"            | Dainara Toffoli, Rafael Miranda, Natalia Warth & José Eduardo Belmonte | Luna Grimberg, Vitor Brandt e Ludmila Naves                    | 3 de dezembro de 2020  |
| Keyla faz teste para um espetáculo musical. Benê começa a dar aula de piano para Nem. Lica consegue um freela. Tina se muda para a casa de Lica. |              |                                      |                                                                        |                                                                |                        |
| 5 | 5            | "Surpresa!"                          | Dainara Toffoli, Rafael Miranda, Natalia Warth & José Eduardo Belmonte | Vitor Brandt & Luna Grimberg                                   | 10 de dezembro de 2020 |
| Começa uma festa no apartamento de Lica. Nem pede para conhecer o quarto de Benê. Omar, noivo americano de Ellen, chega no Brasil de surpresa. |              |                                      |                                                                        |                                                                |                        |
| 6 | 6            | "Cinco Histórias"                    | Dainara Toffoli, Rafael Miranda & Natalia Warth                        | Luna Grimberg                                                  | 17 de dezembro de 2020 |
| As meninas trocam mensagens sobre seus problemas e pedem conselhos. Quando Tina se acidenta, as amigas refletem sobre o destino que escolheram para suas vidas. |              |                                      |                                                                        |                                                                |                        |
| 7 | 7            | "Festa do Peão"                      | Rafael Miranda, Dainara Toffoli & Natalia Warth                        | Vitor Brandt                                                   | 24 de dezembro de 2020 |
| Ellen apresenta Omar à família. Anderson se incomoda com as postagens estranhas de Tina na internet. Lica volta a conversar com Samantha. Keyla faz uma revelação a Samuel. |              |                                      |                                                                        |                                                                |                        |
| 8 | 8            | "Geração Z"                          | Rafael Miranda                                                         | Luna Grimberg                                                  | 31 de dezembro de 2020 |
| As cinco amigas levam Ellen ao aeroporto e um imprevisto acontece. |              |                                      |                                                                        |                                                                |                        |
| 9 | 9            | "Trabalhar Cansa"                    | Rafael Miranda, Dainara Toffoli & Natalia Warth                        | Vitor Brandt                                                   | 7 de janeiro de 2021   |
| Keyla aconselha uma adolescente que descobriu estar grávida. Benê tem uma experiência importante. Tina sofre quando um vídeo dela vaza na internet. |              |                                      |                                                                        |                                                                |                        |
| 10 | 10           | "Tsunami"                            | Dainara Toffoli, Rafael Miranda & Natalia Warth                        | Ludmila Naves, Vitor Brandt & Luna Grimberg                    | 14 de janeiro de 2021  |
| Lica quer se aproximar de Samantha. Ellen apresenta sua tese. Tina tenta resolver suas questões. Keyla faz aula em escola de música. Benê e Nem tomam uma decisão. |              |                                      |                                                                        |                                                                |                        |

## Prêmios e indicações
| Ano  | Prêmio                       | Categoria                                   | Indicação                                                | Resultado | Ref.          |
| ---- | ---------------------------- | ------------------------------------------- | -------------------------------------------------------- | --------- | ------------- |
| 2020 | Prêmio F5                    | Melhor Série Dramática                      | As Five                                                  | Venceu    | [ 44 ]        |
| 2020 | Prêmio Notícias da TV        | Série Nacional da TV e do Streaming         | As Five                                                  | Indicado  | [ 45 ]        |
| 2020 | Splash Awards                | Melhor Lançamento Nacional                  | As Five                                                  | Venceu    | [ 46 ]        |
| 2021 | SEC Awards                   | Melhor Série Nacional                       | As Five                                                  | Indicado  | [ 47 ]        |
| 2021 | SEC Awards                   | Melhor Ator em Série Nacional               | Thalles Cabral                                           | Indicado  | [ 47 ]        |
| 2021 | SEC Awards                   | Melhor Atriz em Série Nacional              | Daphne Bozaski                                           | Indicado  | [ 47 ]        |
| 2021 | SEC Awards                   | Casal Favorito em Série                     | Lica (Manoela Aliperti) e Samantha (Giovanna Grigio)     | Indicado  | [ 47 ]        |
| 2021 | SEC Awards                   | Personagem Favorito em Série de Streaming   | Benê (Daphne Bozaski)                                    | Indicado  | [ 47 ]        |
| 2021 | MTV Millennial Awards Brasil | Maratonei                                   | As Five                                                  | Venceu    | [ 48 ] [ 24 ] |
| 2021 | Prêmio Noticiasdetv.com      | Melhor Novela/Série Original (TV/Streaming) | As Five                                                  | Indicado  | [ 49 ]        |
| 2021 | Prêmio Noticiasdetv.com      | Melhor Atriz Antagonista ou Vilã            | Sophia Abrahão (também em Salve-se Quem Puder)           | Indicado  | [ 49 ]        |
| 2021 | Prêmio Noticiasdetv.com      | Melhor Atriz Jovem Adulta                   | Manoela Aliperti                                         | Indicado  | [ 49 ]        |
| 2021 | Prêmio Noticiasdetv.com      | Melhor Ator Jovem Adulto                    | Juan Paiva (também em M8: Quando a Morte Socorre a Vida) | Indicado  | [ 49 ]        |
| 2021 | Prêmio Noticiasdetv.com      | Melhor Atriz Revelação                      | Ana Hikari                                               | Indicado  | [ 49 ]        |
| 2021 | Prêmio Noticiasdetv.com      | Melhor Ator Participação Especial           | Rafael Vitti                                             | Indicado  | [ 49 ]        |
| 2021 | Prêmio Noticiasdetv.com      | Melhor Ator Mirim ou Adolescente            | Matheus Dias                                             | Indicado  | [ 49 ]        |